# Elizabeth Powell Bond
Pour les articles homonymes, voir Bond.
Elizabeth Powell Bond, née le 25 janvier 1841 et morte le 29 mars 1926, est une éducatrice et activiste sociale qui est la première doyenne des femmes du Swarthmore College.

## Biographie

### Famille et éducation
Elizabeth Powell naît le 25 janvier 1841 à Clinton dans l'État de New York. Ses parents, Catherine Macy Powell et Townsend Powell, sont des quakers. Son père est fermier, et quand elle a quatre ans, la famille déménage dans une ferme à Ghent,. À l'âge de quinze ans, elle est enseignante adjointe à la Friends’ School du comté,. Elle obtient son diplôme à l'âge de dix-sept ans à la State Normal School à Albany,.
Comme beaucoup de quakers, elle est fermement opposée à l'esclavage et est une suffragette, une militante pour la paix et une réformatrice de la tempérance. À l'âge de seize ans, elle s'exprime lors de réunions locales de militants contre l'esclavage. Elle passe quelque temps dans la maison de l'abolitionniste William Lloyd Garrison avant son mariage.
En 1872, elle épouse Henry Herrick Bond, un avocat de Northampton dans le Massachusetts. Ils ont deux fils, Edwin (né en 1874) et Herrick (né en 1878 et mort dans son enfance). Henry Herrick Bond meurt en 1881.

### Carrière dans l'enseignement
Elle commence sa carrière en enseignant pendant deux ans dans des écoles publiques de New York. Au début des années 1860, elle dirige un pensionnat pendant trois ans à l'extérieur de la maison de ses parents, avec des élèves afro-américains et catholiques,.
En 1865, après s'être entraînée avec le défenseur de la culture physique Diocletian Lewis, Bond devient la première professeure de gymnastique au Vassar College,. Au début des années 1870, elle dirige brièvement l'école Free Congregational Sunday à Florence, dans le Massachusetts, revenant en 1885 pour devenir ministre résidente pendant un an. Elle travaille également pendant un certain temps comme rédactrice en chef (avec son mari) au Northampton Journal.
En 1886, le Swarthmore College nomme Elizabeth Powell Bond au poste de Matron of the College. En 1890, elle est nommée doyenne, poste qu'elle conserve jusqu'à sa retraite en 1906, lorsqu'elle est nommée doyenne émérite. Elle joue un rôle important dans le développement de la coéducation au college.
Elizabeth Powell Bond meurt le 29 mars 1926, à Germantown en Pennsylvanie.

## Héritage
Jardinière passionnée, Elizabeth Powell Bond est honorée par Swarthmore avec une roseraie créée en son honneur. Une chambre du college porte aussi son nom.
Ses papiers, dont sa correspondance, ses journaux intimes, ses papiers d'affaires, ses photos et ses souvenirs, sont conservés au Swarthmore College. Ses correspondants comprenaient Louisa May Alcott, Hannah Clothier Hull (en), William Lloyd Garrison, et beaucoup d'autres.